# Liste der Kulturgüter in Schinznach
Die Liste der Kulturgüter in Schinznach enthält alle Objekte in der Gemeinde Schinznach im Kanton Aargau, die gemäss der Haager Konvention zum Schutz von Kulturgut bei bewaffneten Konflikten, dem Bundesgesetz vom 20. Juni 2014 über den Schutz der Kulturgüter bei bewaffneten Konflikten sowie der Verordnung vom 29. Oktober 2014 über den Schutz der Kulturgüter bei bewaffneten Konflikten unter Schutz stehen.
Objekte der Kategorie A sind vollständig in der Liste enthalten, Objekte der Kategorie B sind im Gemeindegebiet nicht ausgewiesen, Objekte der Kategorie C fehlen zurzeit (Stand: 1. Januar 2023). Unter übrige Baudenkmäler sind weitere geschützte Objekte zu finden, die in der Bau- und Nutzungsordnung der Gemeinde verzeichnet und nicht bereits in der Liste der Kulturgüter enthalten sind.

## Kulturgüter
| Foto |                                                                                | Objekt                                               | Kat. | Typ | Standort                                        | Beschreibung |
| ---- | ------------------------------------------------------------------------------ | ---------------------------------------------------- | ---- | --- | ----------------------------------------------- | ------------ |
| ja   | Datei hochladen · Wikidata zu Reformierte Kirche mit Erlach-Kapelle (Q2137049) | Reformierte Kirche mit Erlach-Kapelle KGS-Nr.: 00237 | A    | G   | Schinznach-Dorf, Gäbigasse 3.2 653082 / 255294  |              |
| BW   | Datei hochladen · Wikidata zu Ehemaliges Zehntenstock (Q29580693)              | Ehemaliger Zehntenstock KGS-Nr.: 15637               | B    | G   | Oberflachs, Adelboden 6.1 652179 / 254714       |              |
| ja   | Datei hochladen · Wikidata zu Schloss Kasteln (Q679579)                        | Schloss Kasteln KGS-Nr.: 15639                       | B    | G   | Oberflachs, Kasteln 2 651319 / 254761           |              |
| ja   | Datei hochladen · Wikidata zu Haus (1677) (Q29580696)                          | Haus (1677) KGS-Nr.: 15743                           | B    | G   | Schinznach-Dorf, Gäbigasse 3 653115 / 255275    |              |
| ja   | Datei hochladen · Wikidata zu Ehemalige Untervogtei (Q29580688)                | Ehemalige Untervogtei KGS-Nr.: 15744                 | B    | G   | Schinznach-Dorf, Wendelweg 4 652959 / 255207    |              |
| ja   | Datei hochladen · Wikidata zu Ehemaliges Spital (Q29580690)                    | Ehemaliges Spital KGS-Nr.: 15745                     | B    | G   | Schinznach-Dorf, Mühlegässli 13 652950 / 255189 |              |
| ja   | Datei hochladen · Wikidata zu EhemalIge mittlere Mühle (Q29580684)             | Ehemalige Mittlere Mühle KGS-Nr.: 15746              | B    | G   | Schinznach-Dorf, Mühlegässli 14 652966 / 255187 |              |
| ja   | Datei hochladen · Wikidata zu Ehemalige Obere Mühle (Q29580686)                | Ehemalige Obere Mühle KGS-Nr.: 15747                 | B    | G   | Schinznach-Dorf, Mühlegässli 9 652896 / 255199  |              |
| ja   | Datei hochladen · Wikidata zu Dorfbrunnen (Q29580681)                          | Dorfbrunnen KGS-Nr.: 15748                           | B    | K   | Schinznach-Dorf, Schulstrasse 653086 / 255235   |              |

## Übrige Baudenkmäler
| ID   | Foto |                 | Objekt                                  | Typ | Standort                                             | Beschreibung |
| ---- | ---- | --------------- | --------------------------------------- | --- | ---------------------------------------------------- | ------------ |
| 901  | ja   | Datei hochladen | Primarschulhaus                         | G   | Schinznach-Dorf, Schulstrasse 2 653067 / 255240      |              |
| 902  | BW   | Datei hochladen | Wohnhaus                                | G   | Schinznach-Dorf, Kirchgasse 10 653042 / 255292       |              |
| 903  | BW   | Datei hochladen | Bauernhaus                              | G   | Schinznach-Dorf, Unterdorfstrasse 7 653054 / 255326  |              |
| 904  | BW   | Datei hochladen | Wohnhaus mit angebauter Scheune         | G   | Schinznach-Dorf, Unterdorfstrasse 11 653104 / 255335 |              |
| 905  | BW   | Datei hochladen | Wohnhaus mit Anbau                      | G   | Schinznach-Dorf, Färbergässli 1 653179 / 255351      |              |
| 910  | BW   | Datei hochladen | Heimatmuseum (ehemaliger Doppelspycher) | G   | Schinznach-Dorf, Oberdorfstrasse 13 652895 / 255297  |              |
| 911  | BW   | Datei hochladen | Wohn- und Geschäftshaus (Apotheke)      | G   | Schinznach-Dorf, Oberdorfstrasse 27 652766 / 255234  |              |
| 912  | BW   | Datei hochladen | Wohnhaus                                | G   | Schinznach-Dorf, Mühlegässli 8 652898 / 255210       |              |
| 913  | BW   | Datei hochladen | Wohnhaus                                | G   | Schinznach-Dorf, Mühlegässli 6 652861 / 255203       |              |
| 916  | BW   | Datei hochladen | Wohnhaus (ehemaliger Spycher)           | G   | Schinznach-Dorf, Unterdorfstrasse 16 653183 / 255318 |              |
| 916A | ja   | Datei hochladen | Doppelbrunnen                           | K   | Schinznach-Dorf, Warmbachweg 652721 / 255202         |              |
| 916B | BW   | Datei hochladen | Buribrunnen                             | K   | Schinznach-Dorf, Mühlegässli 652843 / 255290         |              |
| 916C | BW   | Datei hochladen | Gislibrunnen                            | K   | Schinznach-Dorf, Brunnengässli 653181 / 255271       |              |
| 916D | BW   | Datei hochladen | Brunnen                                 | K   | Schinznach-Dorf, Kirchgasse 10 653054 / 255283       |              |
| 916E | BW   | Datei hochladen | Farbbrunnen                             | K   | Schinznach-Dorf, Hohestrasse 9 653108 / 255433       |              |
| 916F | BW   | Datei hochladen | Kreuzbrunnen                            | K   | Schinznach-Dorf, Degerfeldstrasse 1 653324 / 255747  |              |

Legende: Siehe Legende der Liste der Kulturgüter von nationaler und regionaler Bedeutung. Anstelle der KGS-Nummer wird als Objekt-Identifikator (ID) die Inventar- oder Gebäudenummer in der Bau- und Nutzungsordnung der Gemeinde verwendet.